# المصرف (أغواطيم الشمالية)
المصرف هو دُوَّار يقع بجماعة تحناوت، إقليم الحوز، جهة مراكش آسفي في المملكة المغربية. ينتمي الدوّار لمشيخة أغواطيم الشمالية التي تضم 41 دوار. يقدر عدد سكانه بـ 166 نسمة حسب الإحصاء الرسمي للسكان والسكنى لسنة 2004.

## روابط خارجية
- البوابة الوطنية للجماعات الترابية
- المندوبية السامية للتخطيط